# DisneyMania 5
DisneyMania 5 is het zesde deel van de uit negen delen bestaande DisneyMania-cd-serie uitgegeven door Walt Disney Records. Het album bevat 4 sterren van High School Musical: Vanessa Hudgens, Lucas Grabeel, Ashley Tisdale, Corbin Bleu en van High School Musical: The Concert, Drew Seeley. Het album verkocht in haar eerste week 44.000 exemplaren, en was daarmee het best verkopende DisneyMania-album. 

## Liedjes
1. Miley Cyrus - "Part of Your World" (The Little Mermaid) - 2:34
2. Corbin Bleu - "Two Worlds" (Tarzan) - 3:35
3. The Cheetah Girls - "So This Is Love" (Cinderella) - 3:39
4. Jonas Brothers - "I Wanna Be Like You" (The Jungle Book) - 2:47
5. Jordan Pruitt - "When She Loved Me" (Toy Story 2) - 3:19
6. Ashley Tisdale - "Kiss the Girl" (The Little Mermaid) - 3:24
7. T-Squad - "The Second Star to the Right" (Peter Pan) - 2:51
8. Hayden Panettiere - "Cruella de Vil" (101 Dalmatians) - 3:18
9. Vanessa Hudgens - "Colors of the Wind" (Pocahontas) - 3:58
10. Lucas Grabeel - "Go the Distance" (Hercules) - 3:51
11. B5- "The Siamese Cat Song" (Lady and the Tramp) - 3:07
12. Everlife - "Reflection" (Mulan) - 3:42
13. The Go-Go's - "[et's Get Together" (The Parent Trap) - 2:36
14. Keke Palmer - "True To Your Heart" (Mulan) - 3:25
15. Drew Seeley - "Find Yourself" (Cars) - 3:21

## Singles
1. "The Second Star to the Right" - T-Squad
2. "So This Is Love" - The Cheetah Girls
3. "Colors of the Wind" - Vanessa Hudgens
4. "I Wanna Be Like You" - Jonas Brothers
5. "Kiss the Girl" - Ashley Tisdale
6. "Go the Distance" - Lucas Grabeel

## Videoclips
1. "So This is Love" - The Cheetah Girls
2. "Kiss The Girl" - Ashley Tisdale
3. "The Second Star To The Right" - T-Squad
4. "I Wanna Be Like You" - Jonas Brothers

Genummerde albums: DisneyMania 1 · DisneyMania 2 · DisneyMania 3 · DisneyMania 4 · DisneyMania 5 · DisneyMania 6
Andere albums: DisneyRemixMania · Princess DisneyMania